# Stegophryxus hyptius
Stegophryxus hyptius är en kräftdjursart som beskrevs av Thompson 1902. Stegophryxus hyptius ingår i släktet Stegophryxus och familjen Bopyridae. Inga underarter finns listade i Catalogue of Life.